# Maçainhas
Maçainhas es una freguesia portuguesa del concelho de Belmonte, con 18,73 km² de superficie y  habitantes (2001). Su densidad de población es de 20,6 hab/km².